# Szavannakolibri
A szavannakolibri (Saucerottia saucerrottei) a madarak osztályának sarlósfecske-alakúak (Apodiformes) rendjébe és a kolibrifélék (Trochilidae) családjába tartozó faj.

## Rendszerezése
A fajt Adolphe Delattre és Jules Bourcier írták le 1846-ban, a Trochilus nembe Trochilus saucerrottei néven. Sorolták a Amazilia nembe Amazilia saucerrottei néven is.

## Alfajai
- Saucerottia saucerrottei braccata (Heine, 1863)
- Saucerottia saucerrottei hoffmanni (Cabanis & Heine, 1860)
- Saucerottia saucerrottei saucerrottei (Delattre & Bourcier, 1846)
- Saucerottia saucerrottei warscewiczi (Cabanis & Heine, 1860)[2]

## Előfordulása
Costa Rica, Nicaragua, Ecuador, Kolumbia és Venezuela területén honos. Természetes élőhelyei a szubtrópusi vagy trópusi száraz erdők, síkvidéki és hegyi esőerdők, szavannák, és cserjések, valamint ültetvények, vidéki kertek és másodlagos erdők. Állandó, nem vonuló faj.

## Megjelenése
Testhossza 11 centiméter, testtömege 4,5 gramm.
|  |

## Életmódja
Alacsony bokrok és fák virágainak nektárjával táplálkozik.

## Természetvédelmi helyzete
Az elterjedési területe nagy, egyedszáma pedig növekszik. A Természetvédelmi Világszövetség Vörös listáján nem fenyegetett fajként szerepel.